# 一般化勾配近似
一般化勾配近似（いっぱんかこうばいきんじ、英: Generalized Gradient Approximation, GGA）は、電子状態計算で用いられる局所密度近似を越える試みの一つ。一般化された密度勾配近似などとも訳される。
密度汎関数法では電子間の相互作用である交換相関項は電荷密度で表現されるが、その電荷密度は一様な電子ガスとして解かれた表式を利用するのが局所密度近似である。現実の電荷密度の分布は一様でないので、この一様とする近似を超えて電荷密度の勾配の効果を導入することにより局所密度近似の精度を上げようという試みは古くからあった。
1985年、パデュー等による改良により精度が向上し、実際のバンド計算にも利用されるようになった。このパデュー等による改良版とそれ以降の派生版が一般化勾配近似と呼ばれている。一般化勾配近似により、系の凝集エネルギーなどの精度が改善される。
一般化勾配近似には、PW91、PBEなどが存在する。

## メタGGA
メタGGAはGGAを電子密度のラプラシアンや運動エネルギー密度によって補正したものである。
例：
- B97M-V[6]
- TPSS[7]

## 混成汎関数
混成GGA/メタGGAは交換汎関数にハートリー・フォック交換を混合したものである。
例：
- 混成GGA
  - B3LYP[8]（BはBecke、3はパラメータが3つあること、LYPはLee–Yang–Parrの略である）パラメータの決定が経験的に行われているので、厳密にはこれによる計算結果は第一原理的に求められていないが、実験結果と良く合う。
- 混成メタGGA
  - TPSSh[9]